# Neway

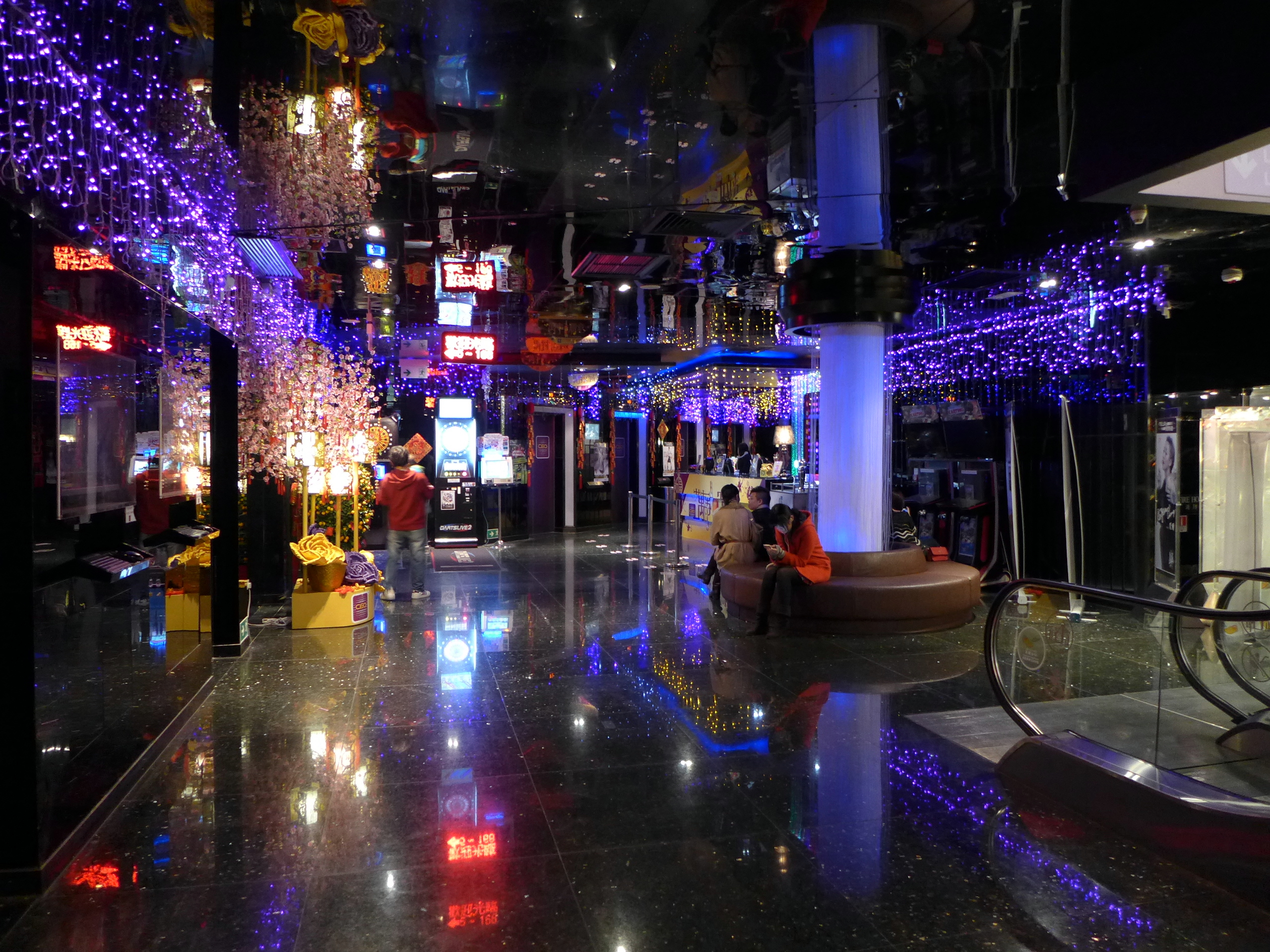
（已結業）MegaBox CEO大堂

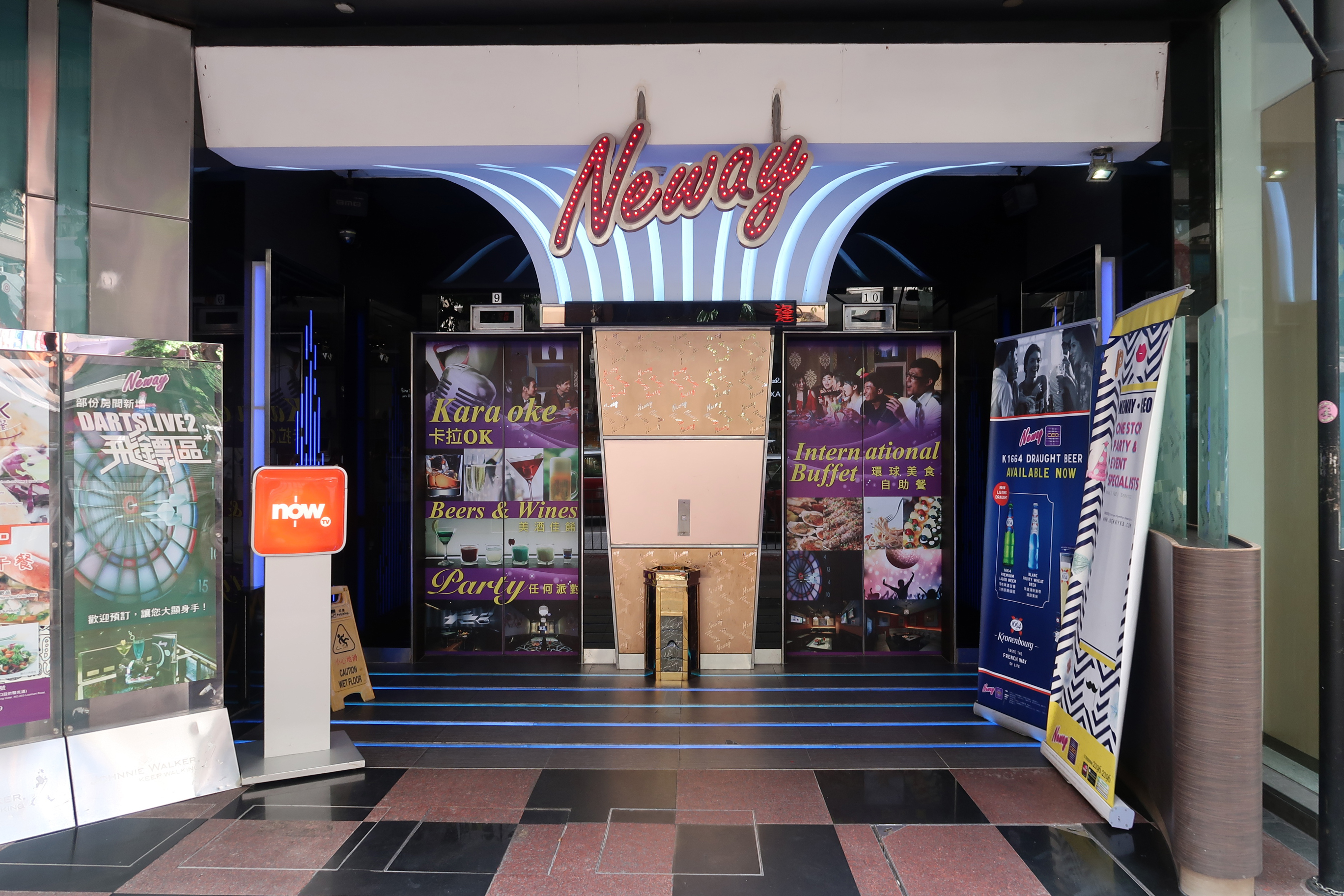
已結業的灣仔世紀酒店Neway

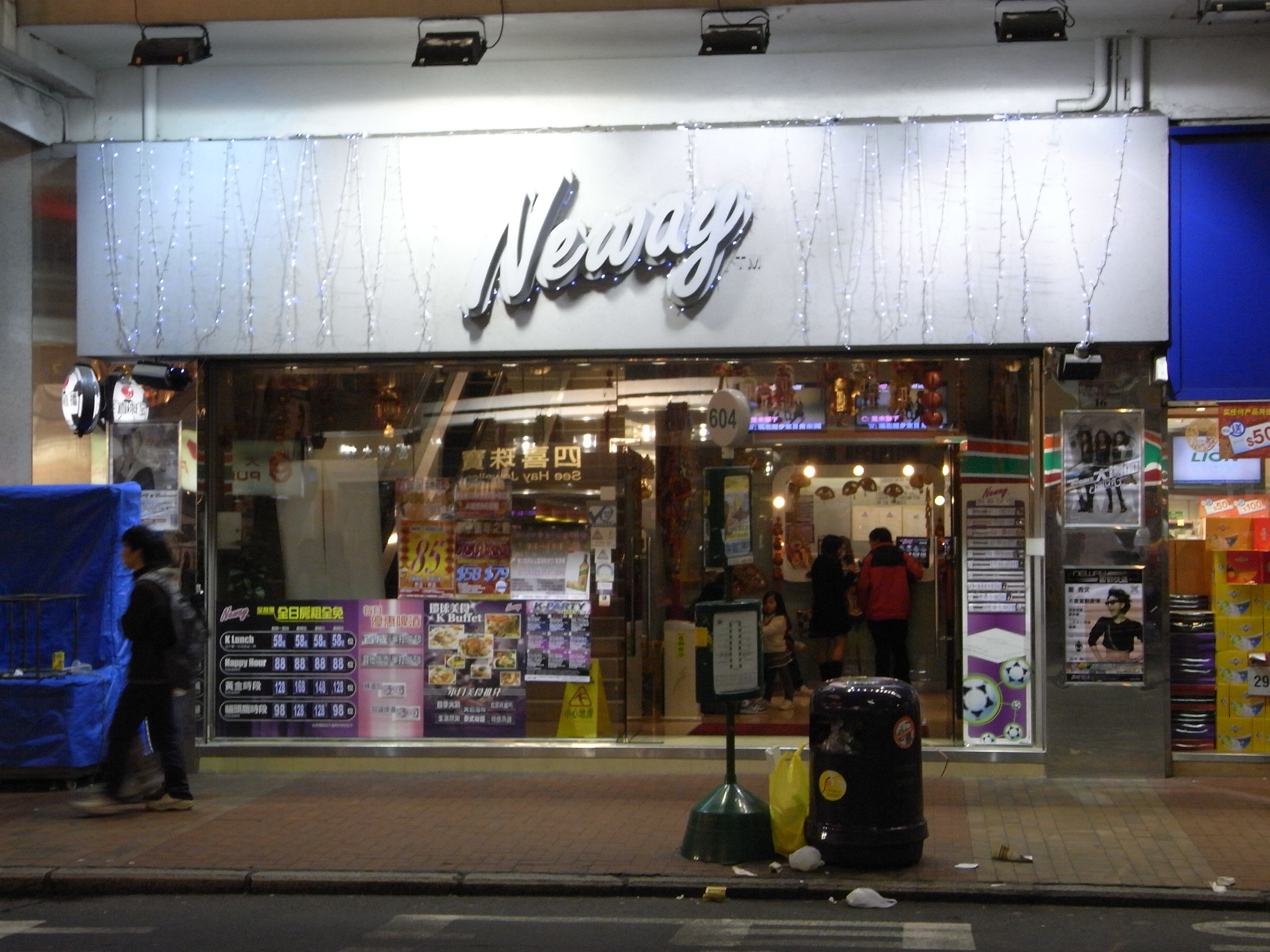
已結業的元朗樂成分店

Neway（前稱新時代卡拉OK）是香港一家卡拉OK集團，目前共有8間分店，於1993年開設首間分店，現今Neway在澳門、中國大陸和馬來西亞亦有業務。
Neway於2000年代成立Neway Star，成為香港首間由卡拉OK開設的唱片及經理人公司，旗下首位藝人為王浩信，於2006年出道，後來HotCha及胡杏兒亦相繼加入Neway Star。
Neway於2012年以2.8億元買入大鴻輝（荃灣）中心13及15樓 ，面積共約1.78萬方呎；另同年以8,800萬元買入九龍城太子道西440至450號太子匯1樓6至7號舖，面積約12,092方呎。

## 歷史
卡拉OK是源於日本的娛樂文化，1990年代，卡拉OK熱潮席捲香港，當時本地卡拉OK主要以酒廊為經營模式，但普遍不以獨立房間形式經營。Neway看準市場商機，在1993年於人流暢旺的香港市區，如尖沙咀、旺角、銅鑼灣和灣仔等地開設首家卡拉OK店，其後業務擴充至新市鎮。
Neway曾和加州紅合伙成立同成發展有限公司，爭取東亞唱片及環球唱片等公司的新歌試唱，後於2008年拆伙。由於同成發展實際運作由加州紅負責，故此Neway曾一度失去東亞唱片等公司的獨家試唱權。
2008年底，Neway取得金牌大風新歌的獨家試唱權。2009年，更先後取得東亞唱片 (集團)以及東亞唱片 (製作)新歌的獨家試唱權。
除本身的品牌外，Neway亦營運CEO，以較高級的服務去吸引高消費顧客。CEO除以獨立品牌運作外，每個房間亦加設獨立洗手間，大部份房間設有觸控螢幕點歌功能，並且加設多部電視以營造立體影像，裝潢亦較Neway豪華。至於以Neway City營運的店舖則以多卡拉OK房間運作，實際上與Neway大同小異。

### 收購同業
1990年代末，隨着香港幾家卡拉OK集團的惡性競爭並相繼倒閉，最終剩下Neway和加州紅兩個集團，形成寡頭壟斷。
2010年2月22日，有傳Neway將收購加州紅，終於3月7日完成收購，初期以兩個品牌繼續運作，外界預料Neway將會壟斷香港卡拉OK行業。
Neway於收購後開始將舊有加州紅的品牌轉為Neway名下或CEO。於同年5月31日將最後一間位於元朗的加州紅關閉裝修（於2010年重新裝修成為CEO，於同年11月開業），後來由於Red MR成立，壟斷局面才稍微緩和，後者現在成為Neway的主要競爭對手。

### COVID-19確診事件
2020年3月25日，Neway位於銅鑼灣糖街CEO分店的8位任職銅鑼灣皇室堡馬莎分店職員的客人群組有4人確診COVID-19，馬莎全線香港分店及尖沙嘴辦公室已暫停營業或辦公。
2020年3月31日，Red Mr位於尖沙咀加拿芬道國際商業信貸銀行大廈分店7位客人群組全部確診COVID-19，該分店即時暫停營業2天。為加強應對疫情，港府修訂第599章《預防及控制疾病（規定及指示）（業務及處所）規例》，在原本6類需關閉14天的場所後再加上包括卡拉OK在內6類場所，2020年4月1日下午3時起生效。

### 遭呈請清盤
2021年5月4日，集團旗下公司 Neway Music Limited，遭代表環球、華納、索尼三大唱片公司的債權人香港卡拉歌曲版權聯盟有限公司，入稟高等法院提出清盤呈請，排期2021年7月28日進行聆訊。而公司員工表示，在4月初發薪日無法收到薪金。

### 澳門兩間分店被舉報侵權及被傳結業
2024年2月20日，澳門著名作曲人吳國恩等人到澳門兩間Neway分別位於中福商業中心及澳門富豪酒店分店消費時發現，所創作的流行音樂作品在未經許可授權的情況下被公開播放使用並用於商業運作，當中包括但不僅限於〈DNA出錯〉、〈親朋勿友〉、〈黑白照〉及〈開學禮〉等流行音樂作品，其本人隨後向澳門海關舉報並揭發相關音樂版權侵權行為。吳國恩被傳媒訪問期間，自稱其亦是作曲家、作家及出版社協會（MACA）行政總裁，該機構是澳門目前唯一正在執行澳門著作權法賦予之權利的非牟利非政府集體管理機構，代表全球已簽署互惠協議的海外聯會之音樂創作人向在澳門的音樂使用者發出音樂公開播放牌照，並替其會員及海外聯會會員徵收音樂作品的公開演奏版權費用，令音樂創作人得到合理的版稅收入，亦為音樂使者的音樂版權授權流程帶來便利。又指出Neway的行為已令自身的財產權受到侵害，並拒絕一切侵權行為的發生，因此呼籲所有音樂使用者在使用音樂前必須取得合法授權，否則不排除會負上刑事及/或民事法律責任，就上述侵權事件已透過司法訴訟方式向檢察院及初級法院提出刑事檢舉和民事訴訟。
2024年2月27日，有自稱為澳門Neway中福商業中心分店的員工在社交平台發文表示，Neway中福分店經已結業。而位於澳門富豪酒店的CEO Neway分店則仍正常營業。

## 重要人物
- 薛濟傑：中星集團前主席兼創辦人
- 薛世恆：負責打理Neway卡拉OK、星娛樂、Neway Star。
- 薛嘉麟：薛世恆弟，中星集團主席，妻子為模特兒諸葛紫岐。

## Neway分店
註：
■ 為Neway分店；
■ 為Neway City分店；
■ 為CEO分店；
(前) 為前前衛分店（已改以Neway名義營業）；
(Big) 為前Big Echo分店（已改以Neway名義營業）；
(加) 為前加州紅分店（加州紅全線結業前已改以Neway名義營業）；
■ 為前加州紅分店（加州紅全線結業後已改以Neway名義營業）；
■ 為前加州紅分店（加州紅全線結業後已改以CEO名義營業）；
■ 為前Red Mr分店（已改以Neway名義營業）；
灰字斜體為將開業分店；
灰字刪除線為已結業分店

### 香港
| 港島區               | 港島區      | 港島區        |
| -------------------- | ----------- | ------------- |
| 灣仔英皇集團中心CEO■ |             |               |
| 已結業               |             |               |
| 灣仔世紀■            | 銅鑼灣信和■ | 香港仔中心■   |
| 銅鑼灣廣場1期■       | 灣仔天樂里■ | 北角雲華(前)■ |
| 銅鑼灣糖街CEO■       |             |               |

| 九龍區          | 九龍區                | 九龍區        |
| --------------- | --------------------- | ------------- |
| 旺角創興■       | 尖東港晶CEO■          | 九龍城太子匯■ |
| 觀塘opc■        |                       |               |
| 已結業          |                       |               |
| 旺角百老匯■     | 佐敦大華■             | 旺角九龍行■   |
| 觀塘銀都■       | 旺角Neway City■       | 九龍城廣場■   |
| 九龍城百營(前)■ | 尖沙咀寶勒巷寶利(前)■ | 旺角瓊華■     |
| 旺角新世紀■     | 觀塘apm■              | 尖東安達CEO■  |
| MegaBox CEO■    | 旺角中心(前)■         | 油麻地富運■   |
| 深水埗宇宙■     | 佐敦■                 |               |

| 新界區                   | 新界區        | 新界區    | 新界區    |
| ------------------------ | ------------- | --------- | --------- |
| 荃灣CEO(Big)■            | 沙田富豪(前)■ | 元朗合益■ |           |
| 已結業                   |               |           |           |
| 葵芳(Big)■               | 沙田廣場■     | 大埔廣場■ | 元朗樂成■ |
| 荃灣(英皇娛樂廣場5~6/F)■ | 元朗CEO■      | 粉嶺中心■ | 屯門新墟■ |

### 澳門
富豪酒店■、中福商業中心■

### 中國大陸
- 廣州：花都馨庭■、北京路■、康王路■
- 深圳：廬山■

### 馬來西亞
- 吉隆坡：■、Fahrenheit 88■、Cheras Plaza■
- 八打灵再也：1 Utama■、SS2■
- 蒲种：Casa Square■
- 巴生：Centro Mall■
- 新山：City Square■
- 梳邦：Jaya Square■
- 檳城：Queensbay Mall■

## 目前向Neway提供新歌試唱的唱片公司
- 英皇娛樂（Neway獨家）
- 寰亞音樂／東亞唱片 (集團)／華星唱片（Neway獨家）
- TVB（Neway獨家）
  - 星夢娛樂（Neway獨家）
  - TVB Music（Neway獨家）
- Gain Capital
  - 星娛樂（Neway獨家）
  - Neway Star（Neway獨家）
- hmv MUSIC（Neway獨家）
  - GME Music（Neway獨家）
  - Starz Track（Neway獨家）
- A Music（Neway獨家）
- musicNEXT（Neway獨家）
- 維高文化（Neway獨家）
- Jam Music（Neway獨家）
- 邁亞音樂（Neway獨家）
- 太陽娛樂音樂
- 大國文化
- 耀榮文化
- Hummingbird Music
- 大名娛樂

- - 環球唱片（2000年或之前）
    - 新藝寶唱片（2013年或之前）
    - 正東唱片（2013年或之前）
    - 上華唱片 (香港)（2013年或之前）
    - 寶麗金唱片（2013年或之前）

  - 百代唱片
  - 華納唱片
    - 金牌大風

  - 索尼音樂娛樂 (香港)
    - 杰威爾音樂

## 服務提供
- 自選卡拉OK
- 膳食（K-lunch、K-buffet）
- 免費無線上網
- 房間桌面電視（只限部分分店）
- 自選電視頻道
- 獨立洗手間（只限Neway CEO及部分分店）
- 自選點唱站（只限部分分店）
- 手機app點唱、cut歌、插播、重播、Shuffle、翻查紀錄、文字訊息、Save歌及Book房
- XBox、Play Station及Windows PC （只限部分分店）

### Neway應用程式
現時Neway已經推出iOS和Android手機應用程式，功能大致一樣，包括：
- Neway K-fun
- 排行榜
- 最新資訊
- 分店及訂房
- 歌星選曲及類別選曲
- 透過《連線到房間》，即可將手機／iPad接駁點歌系統，以手機／iPad進行各項功能：
- 透過歌手名稱或歌曲類別點歌
- 可隨時暫停及恢復正在播放的K歌
- 選擇伴唱或重唱功能編輯歌曲
- 可隨時插播或刪除「已選歌曲」
- 將心水K歌儲存至「我的最愛」，立即點播已收藏之歌曲
- 可隨時設定使用香港、澳門或馬來西亞的歌曲資料
- Facebook分享

## 外部連結
- Neway卡拉OK官方網站（页面存档备份，存于）
- Neway卡拉OK Facebook （页面存档备份，存于）
- Neway的新浪微博